# Битка код Вавилона (636)
Битка код Вавилона била је сукоб који се одиграо између војски Сасанидског царства и Рашидунског калифата 636 године.  Муслимански Арапи су приликом сусрета ових двеју војски успеле да однесу победу и очувају иницијативу која би им омогућила даље освајање Ктесифона.

## Увод
Након одлучне муслиманске победе у бици код Кадисије, калиф Омар одлучио је  да је дошло време за освајање Ктесифона иначе тадашње престонице Сасанидског царства. Војне трупе које је предводио Зухра ибн ел Хавија напустиле су одговарајуће положаје са којих су напредовале и успеле да заузму Наџаф, где су очекивали да ће им се придружити остале трупе. Затим је прешао Еуфрат и наставио путем до Ктесифона. Остао је да их сачека Бурсу, после победничке битке код Бурса, на десној обали Еуфрата, како би га већина муслиманских трупа сустигла. Следећи корак био је Вавилон, на супротној обали Еуфрата, утврђени  град, за који се знало да у себи чува велике сасанидске снаге које су се прикупиле . Вавилон је био стратешки важан и кључ који је омогућавао приступ  Саваду, територији која се налазила између Тигра и Еуфрата.

## Битка
Средином децембра 636. године, муслимани су избили на Еуфрат и улогоривши  се ван Вавилона. Наводи се да су сасанидским снагама у Вавилону командовали Пируз Хозроје, Хормузан, Михран Рази и Нахираган. Без обзира на разлог, остаје  чињеница да се Сасаниди нису могли супротставити  и пружити значајнији отпор муслиманима. Хормузан се повукао са својим снагама у своју провинцију Ахваз, након чега су други персијски генерали вратили своје јединице и повукли се на север.

## Последице
Након повлачења сасананских снага, грађани Вавилона су се формално предали. Обезбеђена  им заштита по нестандарним  условима за плаћања Џизије. Неки од њих сарађивали су са муслиманским  снагама које су однеле победу против Сасанида и обезбедили им врло вредне имформације о распореду персијских снага. Прича се да су за изградњу путева и мостова били ангажовани и неки инжињери из Вавилона. Док је главнина  муслимана била прикупљена  у Вавилону, Зухра је добио наређење од Сад ибн Аби Вакаса да настави да даље прогони Сасаниде који су се повукли из града ,пре него што буду успели да се поново прикупе негде другде и супротставе тако што ће му пружити нови отпор.